# الگاز
الگاز (به پرتغالی: Algoz) یک سکونتگاه مسکونی در پرتغال است که در الگاروه واقع شده‌است.

## خصوصیات
الگاز ۳۸٫۹۱ کیلومترمربع مساحت و ۲٬۹۴۶ نفر جمعیت دارد.

## نگارخانه

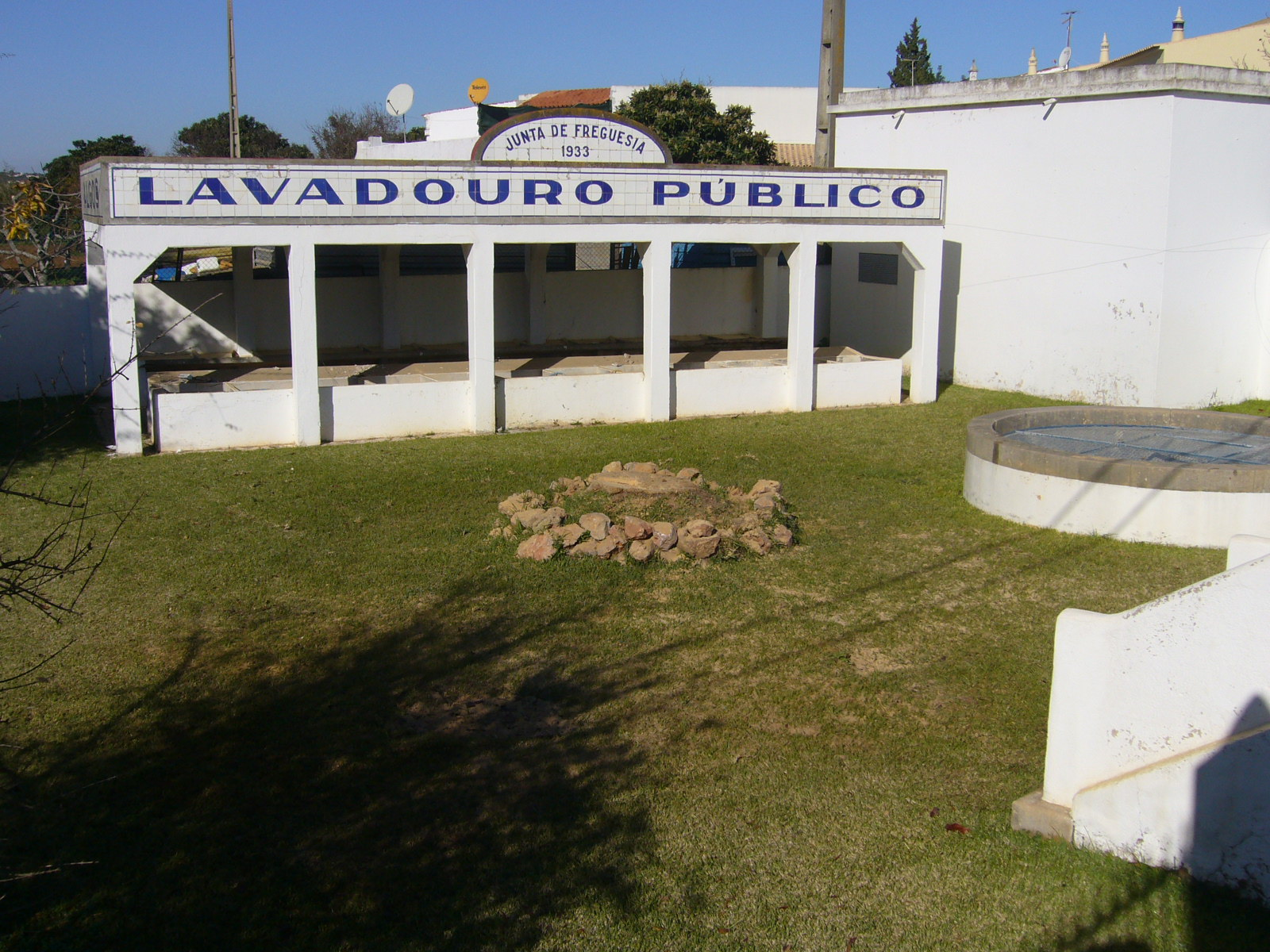